# Massengräber in Pivka

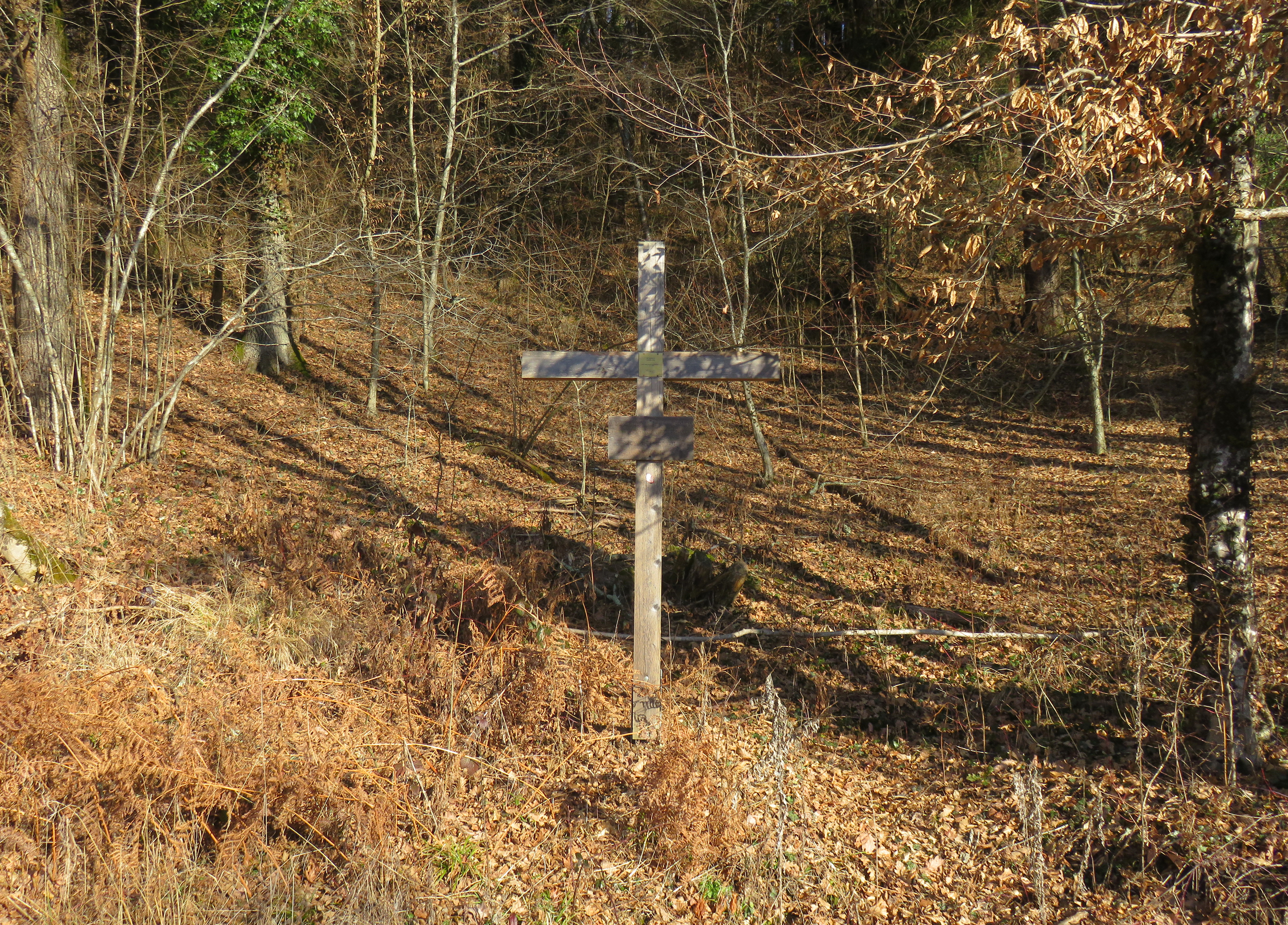
Loka-Massengrab in Ribnica (Pivka)

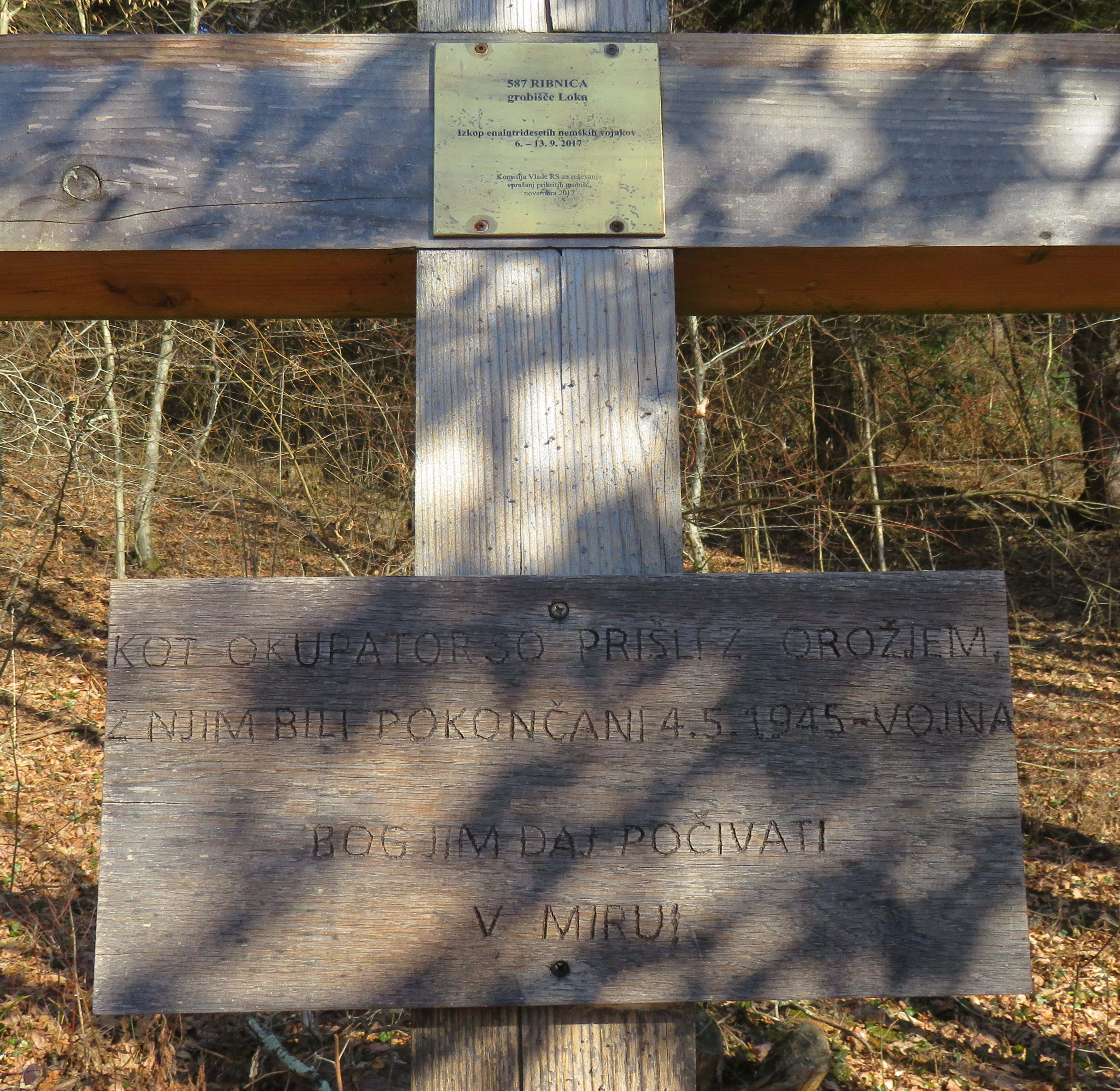
Informationsschild am Loka-Massengrab in Ribnica (Pivka)

Auf dem Gebiet der Gemeinde Pivka in Slowenien wurden bisher (Stand 1/2024) insgesamt vier Massengräber aus der Zeit um den Zweiten Weltkrieg gefunden.

## Ribnica
In Ribnica befinden sich zwei Massengräber aus dem Ende des Zweiten Weltkriegs. Beide enthalten die Überreste deutscher Soldaten, die im Mai 1945 gefallen sind.
- Das Rebri-Massengrab (slowenisch: Grobišče Rebri) liegt am Ende einer Wiese, 50 Meter östlich der Häuser an der Hauptkreuzung der Siedlung der Waldrand.
- Das Massengrab von Loka (Grobišče Loka) liegt an der Straße von Ribnica nach Buje, etwa 340 Meter nordwestlich der Kreuzung.[6][1]

Das Loka-Massengrab enthielt die Leichen von 31 am 4. Mai 1945 getöteten Soldaten, die zwischen dem 6. und 13. September 2017 exhumiert wurden.

## Trnje
In Trnje befinden sich zwei bekannte Massengräber aus dem Zweiten Weltkrieg.
- Das Massengrab der Tiček-Höhle (slowenisch: Grobišče Tičkova jama) liegt nördlich des Dorfes in einem flachen Karsttal an der Ostseite des Petelinje-Sees (Petelinjsko jezero). Es enthält die Überreste unbestimmter Opfer, basierend auf menschlichen Knochen, die von Höhlenforschern an der Stätte gefunden wurden.[3]
- Das Schachtmassengrab 1 beim Muha-Gehege (Grobišče Brezno 1 pri Muhovi ogradi) liegt 2 Kilometer nordöstlich des Dorfes. Es wurde im Oktober 2009 ausgegraben und brachte die Überreste von 37 Opfer und acht deutsche Militärausweismarken zum Vorschein. Die sterblichen Überreste wurden im Dezember 2009 im Block F des deutschen Soldatenfriedhofs Celje umgebettet.[4]